# بحر العلوم الحلاوين
بحر العلوم تقع في ولاية الجزيرة السودانية محلية الحصاحيصا في الجزء الجنوبي الغربي من وحدة المحيريبا، تبعد عن النيل الأزرق حوالي 23 كيلومتر غرباً، وتبعد عن العاصمة الخرطوم حوالي 110 كيلومتر جنوباً تقريباً.

## تاريخ التأسيس
تأسست قبل أكثر من قرن تقريباً

## المساحة
2 كيلومتر مربع بما في ذلك الأرض الزراعية والسكنية.

## السكان
لا يتجاوز الـ 500 نسمة وغالبيتهم ينحدر من قبيلة الشكرية، ومعظم السكان يمتهنون حرفة الزراعة بالري الصناعي بمشروع الجزيرة الذي كان سابقاً يعد من أكبر المشاريع في أفريقيا والشرق الاوسط.

## التعليم
تعتبر القرية من القرى الرائدة في التعليم بالمنطقة من بين 50% تعليم جامعي و 48% تعليم عام و 2% أمييين